# Austriacki Korpus Ochotniczy w Meksyku
Austriacki Korpus Ochotniczy w Meksyku (niem. Österreichisches Freiwilligenkorps) – austriacki wojskowy związek operacyjny utworzony w Cesarstwie Austrii w trakcie francuskiej interwencji w Meksyku i wysłany do Cesarstwa Meksyku.

## Historia
Z rozkazu cesarza Austrii Franciszka Józefa I od kwietnia 1864 roku rozpoczęto prace nad opracowaniem zasad organizacyjnych korpusu, który miał stanowić gwardię przyboczną cesarza Meksyku Maksymiliana I. Biura rekrutacyjne otworzono w większych miastach, a miejscem koncentracji ochotników były koszary w Lublanie. Najważniejszą zachętą dla nich była obietnica przydziału ziemi, gospodarstw rolnych w Meksyku. 
Rekrutację rozpoczęto w czerwcu 1864 roku. Przyjęto ogółem 8620 ochotników. Najliczniejszą grupę tworzyli Czesi – 2819 ochotników. Austriaków przyjęto 1881, Węgrów 1094 oraz 945 Polaków. Spośród nich 541 było internowanymi w Austrii powstańcami styczniowymi, a 404 pochodziło z Galicji. W pierwszym kontyngencie wysłanym do Meksyku znalazło się 840 Polaków, z których 470 trafiło do piechoty, 353 do ułanów, a 17 do artylerii i formacji inżynieryjnych. 
Korpusem dowodził hrabia Franz von Thun und Hohenstein. Na początku stycznia 1865 roku ochotnicy przypłynęli do Veracruz, a następnie uczestniczyli w walkach w południowo-zachodnim Meksyku. W grudniu 1866 roku, po serii klęsk, cesarz Maksymilian wydał odezwę, w której chętnym zezwalał na opuszczenie Meksyku; pozostałym proponowano służbę w meksykańskiej armii cesarza. Pod koniec lutego 1867 roku około 3600 ochotników odpłynęło statkami francuskimi z Veracruz.